# Mirvaux
Mirvaux település Franciaországban, Somme megyében. Lakosainak száma 120 fő (2022. január 1.). Mirvaux Beaucourt-sur-l’Hallue, Molliens-au-Bois, Montigny-sur-l’Hallue, Pierregot és Rubempré községekkel határos.

## Népesség
A település népességének változása:
| Lakosok száma | 147  | 150  | 152  | 144  | 137  | 130  | 127  | 123  | 120  |
|               | 2013 | 2015 | 2016 | 2017 | 2018 | 2019 | 2020 | 2021 | 2022 |